# Letopolis
Letopolis (Oudgrieks Λητοῦς Πόλις, Oudegyptisch Chem) is een oud-Egyptische stad in de Nijldelta,  ongeveer 13 kilometer van Caïro. Tegenwoordig is het bekend onder de naam Ausim.
Onder de Egyptenaren was de stad onderdeel van de 2e nome van Neder-Egypte. 
In de stad werd sinds het Oude Rijk de god Chenty-irty of Chenty-Chem vereerd. De god had ongetwijfeld een eigen tempel, maar daar is niets meer van over.
Sporen van een tempel dateren van de Late Periode en bevatten namen als Necho II, Psammetichus II, Achoris en Nectanebo I.